# Calpaïne 3
La calpaïne 3, appelée aussi P94 est l'une des calpaïnes dont la mutation du gène est responsable de la myopathie des ceintures type R1.

## Gène
Le gène est CAPN3 situé sur le chromosome 15 humain.

## Fonction
Elle est essentiellement synthétisée dans le muscle squelettique. Il s'agit d'une protéase musculaire, inactive en temps normal et donc l'activation dépend d'une autoprotéolyse, faisant intervenir des ions calcium, permettant l'exposition de son site actif. Ses substrats sont, entre autres, l'actine et la titine.
Les souris déficientes en cet enzyme ont une désorganisation des sarcomères avec un mauvais alignement des bandes A, responsable d'une dystrophie musculaire favorisée par l'exercice. Les symptômes sont améliorés par transfert génétique du gène sain, avec cependant une toxicité cardiaque comme effet secondaire. Cette toxicité n'est pas retrouvé lorsque le transfert génique est couplée avec celui d'un micro-ARN, le miR-208a.